# Hermogen (Dołganiow)
Hermogen, imię świeckie Grigorij Jefremowicz Dołganiow (ur. 13 kwietnia?/25 kwietnia 1858 w guberni chersoneskiej, zm. 16 czerwca 1918 w okolicach Tobolska) – prawosławny biskup Tobolska.

## Życiorys
Urodził się w rodzinie byłego kapłana staroobrzędowców. Studiował matematykę, prawo i historię na uniwersytecie noworosyjskim w Odessie. W 1890 przyjął święcenia kapłańskie, ukończył studia w Akademii Teologicznej w Petersburgu. Pracował jako inspektor seminarium duchownego w Tyflisie, której rektorem – z godnością archimandryty – został w 1898. Prowadził liczne działania dobroczynne i popularyzujące zasady wiary w mieście, w którym pracował.
W styczniu 1901 został biskupem pomocniczym eparchii saratowskiej, w 1903 – jej ordynariuszem. Również w tym mieście angażował się w tworzenie nowych klasztorów prawosławnych, budowę cerkwi i kaplic oraz wydawanie publikacji o tematyce religijnej. W czasie rewolucji 1905 zdecydowanie występował przeciwko socjalistom i zmianom przeprowadzanym na drodze rewolucyjnej, mimo słabego zdrowia organizował specjalne procesje, które miały być wyrazem sprzeciwu prawosławnych wobec bieżących wydarzeń. 6 lutego 1906 odprawił panichidę za zabitego w zamachu Iwana Kalajewa wielkiego księcia Sergiusza Aleksandrowicza Romanowa, w czasie której stwierdził, że współwinne jego śmierci było całe społeczeństwo, które kwestionowało panujący porządek społeczny. Domagał się również usunięcia z Rosyjskiej Cerkwi Prawosławnej części współczesnych pisarzy, którzy jego zdaniem zaangażowali się w krzewienie idei sprzecznych z chrześcijaństwem. Działał w Związku Narodu Rosyjskiego. Działania Hermogena zyskiwały poparcie najbardziej konserwatywnie nastawionej części duchowieństwa prawosławnego – z uznaniem o nim wypowiadał się m.in. Jan Kronsztadzki.
W czasie posiedzenie Świętego Synodu w 1911 podjął polemikę z jego prokuratorem w sprawie obrzędów pogrzebowych, w rezultacie czego został zawieszony i oskarżony o znieważenie Synodu przed majestatem cara. Ze względu na odmowę wyjazdu z Petersburga i powrotu do Saratowa, motywowaną chorobą, prokurator Synodu doprowadził do pozbawienia go godności biskupiej i przeniesienia Hermogena do monasteru Zaśnięcia Matki Bożej w Żyrowiczach. Według niektórych relacji car zgodził się na takie rozwiązanie także ze względu na otwartą wrogość biskupa wobec Rasputina. 25 sierpnia 1915 Hermogen został przeniesiony do monasteru św. Mikołaja na Ugrieszy w eparchii moskiewskiej, zaś w dwa lata później mianowany biskupem Tobolska, dokąd – na skutek protestów ministerstwa wyznań religijnych – dotarł dopiero w grudniu 1917.
Po rewolucji lutowej i obaleniu caratu Mikołaj II listownie prosił biskupa o przebaczenie, twierdząc, że nie mógł postąpić inaczej. Hermogen przyjął przeprosiny; w czasie pobytu byłej rodziny carskiej w Tobolsku był osobistym duszpasterzem zdetronizowanego cara, jego żony i dzieci. Chciał również pomóc Romanowom w ucieczce, do czego jednak nie doszło z powodu nieufności, jaką żywiła była caryca wobec człowieka niechętnego niegdyś Rasputinowi. W czasie pobytu w monasterach cieszył się wielkim szacunkiem miejscowych wiernych, był uważany za proroka (przewidywał katastrofę monarchii w Rosji) i jasnowidza. Również w Tobolsku Hermogen głosił zdecydowanie antyrewolucyjne poglądy, wzywając wiernych do czynnego sprzeciwiania się bolszewikom. Twierdził, że ateizm i komunizm są obce narodowemu charakterowi Rosjan. Szczególnie aktywny był po ogłoszeniu rozdziału państwa i Kościoła w 1918, kiedy porównywał rząd rosyjski do zabójców Chrystusa.
Zdecydowanie postępowanie hierarchy spotkało się z reakcją miejscowej Czeki: 13 kwietnia 1918 została przeprowadzona rewizja w jego mieszkaniu, zapowiedziano również chęć jego zatrzymania i przesłuchania. Mimo tego w kolejną niedzielę biskup poprowadził tradycyjną, zabronioną procesję ulicami Tobolska, po której został aresztowany i oskarżony o zakłócanie porządku oraz wzywanie do pogromu. Został przewieziony do Jekaterynburga i uwięziony. W maju tego samego roku jego brat razem z grupą wiernych wystąpili o uwolnienie duchownego przed radą robotników i żołnierzy w mieście, po czym zapłaciła zażądany okup w wysokości 10 tys. rubli. Mimo tego hierarcha nie został uwolniony.
13 czerwca Hermogen razem z grupą innych więźniów został przewieziony ponownie do Tobolska, a w trzy dni później bez sądu utopiony w rzece Turze. 3 lipca jego ciało zostało odnalezione na jej brzegu przez mieszkańców wsi Usolsk, którzy w tym samym miejscu dokonali prowizorycznego pogrzebu. Obecnie znajduje się tam krzyż pamiątkowy, zaś ciało Hermogena zostało ponownie pogrzebane w Tobolsku.
Został kanonizowany przez Rosyjską Cerkiew Prawosławną w 1999 jako nowomęczennik.